# کودکس کومانیکوس

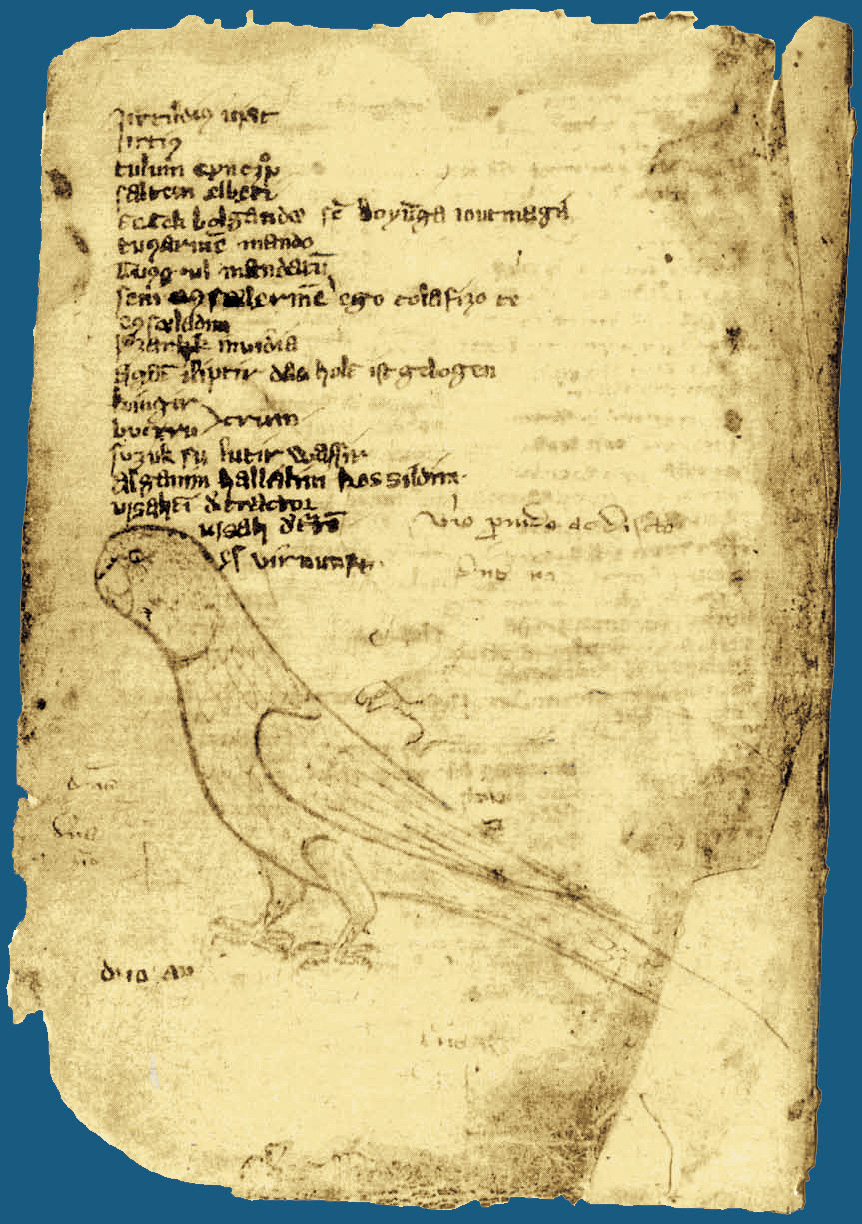
صفحه ای با طوطی از کودکس کومانیکوس "Codex Cumanicus"

کودکس کومانیکوس (Codex Cumanicus) کتابچه راهنمای زبان از قرون وسطی است که برای کمک به مبلغان کاتولیک در برقراری ارتباط با کومان‌ها ، یک قوم ترک کوچ نشین طراحی شده‌است. در حال حاضر در کتابخانه سنت مارک، در ونیز است با شماره (BNM ms Lat. Z. 549 (=۱۵۹۷)).
کودکس در کریمه تألیف شده و یکی از قدیمی‌ترین آثار زبان تاتاری کریمه به حساب می‌آید که برای تاریخ گویش‌های قپچاق و اوغوز از اهمیت زیادی برخوردار است - زیرا مستقیماً با قپچاق‌ها (کومن‌ها) استپ‌های دریای سیاه و به ویژه شبه جزیره کریمه مرتبط است..

## منشأ و محتوا
اعتقاد بر این است که ابتدایی‌ترین بخش‌های کدکس در قرن دوازدهم یا سیزدهم ایجاد شده‌است. اضافات قابل توجهی احتمالاً در طول زمان ایجاد شده‌است. نسخه ای که در ونیز محفوظ است تاریخ ۱۱ ژوئیه ۱۳۰۳ در تاریخ ۱۳۰۳ است. 1r (به دریمبا، ص. ۳۵ و اشمیدر در Schmieder/Schreiner, p. سیزدهم). کدکس شامل تعدادی اثر مستقل است که در یک اثر ترکیب شده‌اند.
قسمت اول کودکس کومانیکوس برای اهداف عملی نوشته شده‌است که هدف آن یادگیری زبان است. قسمت دوم به منظور گسترش مسیحیت در میان کومان‌ها نوشته شده و نقل قول‌های مختلفی از کتب دینی با ترجمه کومانی آن آورده شده‌است. در همین بخش، واژه‌ها، عبارات، جملات و حدود ۵۰ معما، داستان‌هایی از زندگی و کار بزرگان دین آمده‌است.
این اثر از دو قسمت متفاوت تشکیل شده‌است. بخش اول آن شامل یک فرهنگ لغت به زبان‌های لاتین، فارسی و کومان است که با الفبای لاتین نوشته شده‌است و ستونی با افعال، نام‌ها و ضمایر کومان و معنی آن به زبان لاتین را شامل می‌شود. بخش دوم شامل فرهنگ لغت کومان - آلمانی، اطلاعاتی در مورد دستور زبان کومان و اشعار متعلق به پترارک است.
کودکس کومانیکوس احتمالاً در طول زمان توسعه یافته‌است. رهبران تجاری، سیاسی و مذهبی، به ویژه در مجارستان، در اواسط قرن یازدهم به دنبال ارتباط مؤثر با کومان‌ها بودند. زمانی که دولت شهرهای ایتالیا، مانند جنوا، شروع به ایجاد پست‌های تجاری و مستعمرات در امتداد خط ساحلی دریای سیاه کردند، نیاز به ابزارهایی برای یادگیری زبان قپچاق به شدت افزایش یافت.

## معماها یا چیستان‌ها
«معماهای کومان» (CC, 119-120؛ ۱۴۳–۱۴۸) منبع مهمی برای مطالعه فولکلور و ادبیات عامه ترکی است. آندریاس تیتزه از آنها به عنوان «قدیمی‌ترین انواع معماهایی که میراث مشترک ملل ترک را تشکیل می‌دهند» یاد کرد.
از جمله معماهای کدکس گزیده‌های زیر است:
- Aq küymengin avuzı yoq. Ol yumurtqa.

«یورت سفید دهان (باز شدن) ندارد. آن تخم مرغ است.»
- Kökçä ulahım kögende semirir. Ol huvun.

«بزغاله سبز رنگ من به طناب بسته شده و چاق می‌شود، خربزه.»

## مثال
دعای ربانی در کدکس این گونه ترجمه شده:
| کومان (الفبای مشترک)       | Atamez kime gögdasenğ. Algeşle bolsen sänenğ adenğ, gälsen sänenğ xanlegenğ, bolsen sänenğ dilamagenğ — nëcaki gögda, alaj [da] jërda. Gündaki ötmagemezne bizğa bugün bërgel. Dage jazeklaremezne bizğa boşat kel — nëcaki biz boşaterbez bizğa jaman ëtkanlarğa. Dage jëknenğ senamagena bizne kuvurmagel. Basa barça jamandan bizne kutkargel. Amën! |
| انگلیسی                    | پدر ما که در بهشتی نامت درخشان باد. پادشاهی تو بیاید اراده تو در زمین نیز چنان‌که در آسمان است انجام شود. نان امروز ما را بدهید. و گناهان ما را ببخش، همان‌طور که ما کسانی را که به ما بد کرده‌اند می‌بخشیم. و ما را به وسوسه نکش، بلکه ما را از شر نجات ده. آمین                                                                                           |
| ترکی                       | Atamız ki göktesin. Alkış olsun senin adın, gelsin senin hanlığın, olsun senin dilediğin – nice ki gökte, öyle de yerde. Bugün, gündelik ekmeğimizi bize ver. Günahlarımızı bağışla – nice ki bağışlarız biz, bize yamanlık edenleri. Ve bizi kötülüğün sınamasından kurtar. Tüm yamandan bizi kurtar. Amin!                                            |
| تاتار کریمه (الفبای مشترک) | Atamez kime gögdasenğ. Algeşle olsen sänenğ adenğ, gälsen sänenğ xanlegenğ, olsen sänenğ dilağanenğ — Nasel gögda, oëlada jërda. Gündaki ötmagemezne bizğa bugün bër. Dage jazeklaremezne bizğa boşat(bageşla) — nasel biz boşatamez (bageşlamez) bizğa jaman ëtkanlarğa. Dage shaitânnenğ senağanena bizne kojma. Hëpse jamandan bizne kutkar. Amin!   |